# Pioggia a ciel sereno

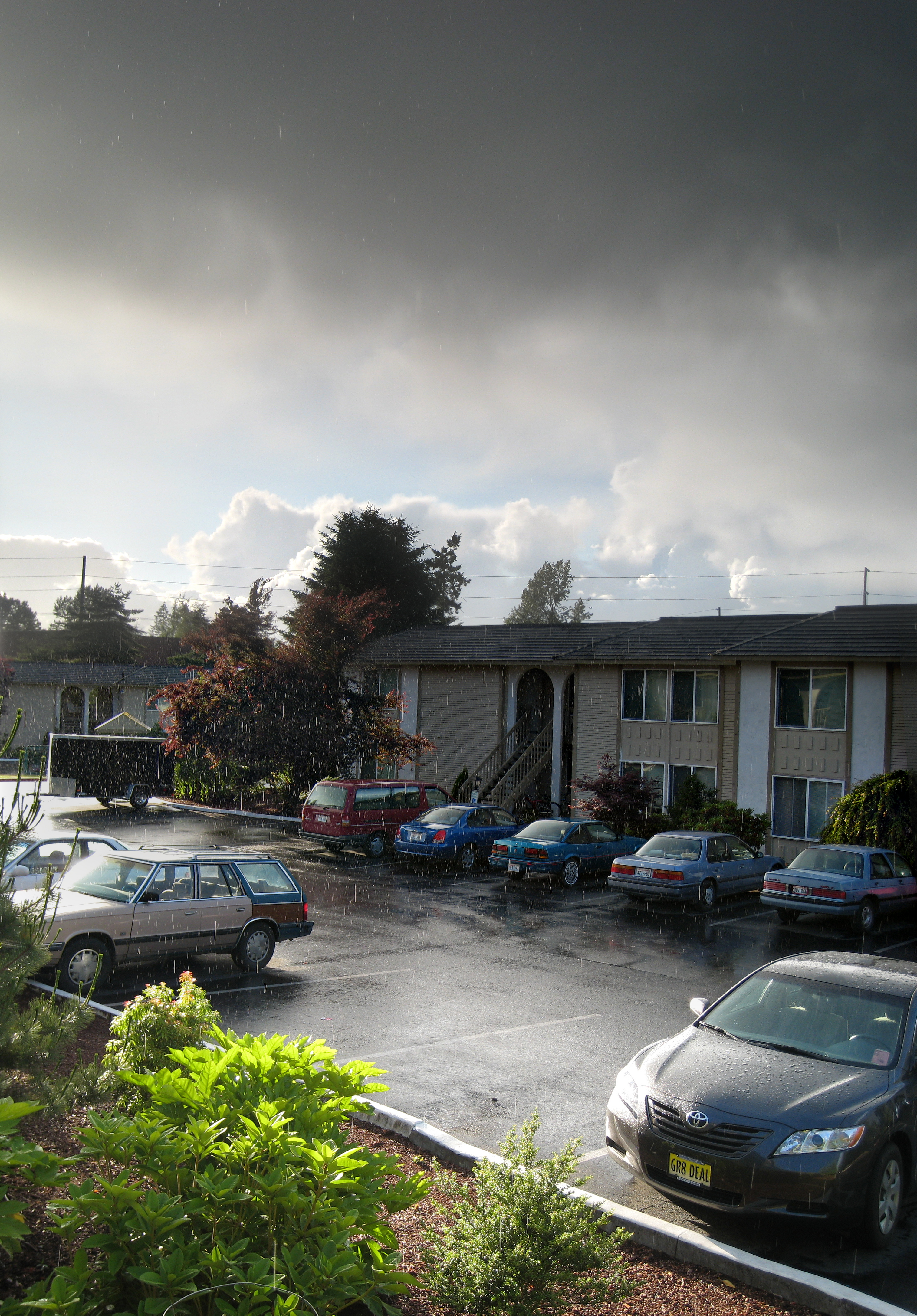
Pioggia a ciel sereno vicino ad un parcheggio.

La pioggia a ciel sereno è un fenomeno meteorologico in cui la pioggia cade mentre il sole splende. Queste condizioni spesso portano alla comparsa di un arcobaleno, se il sole è abbastanza alto. Il fenomeno ha una vasta serie di nomi folcloristici, talvolta molto simili, nelle culture di tutto il mondo. Temi comuni sono legati a matrimoni di animali magici o al diavolo, anche se esistono parecchie varianti.

## Nomi folcloristici

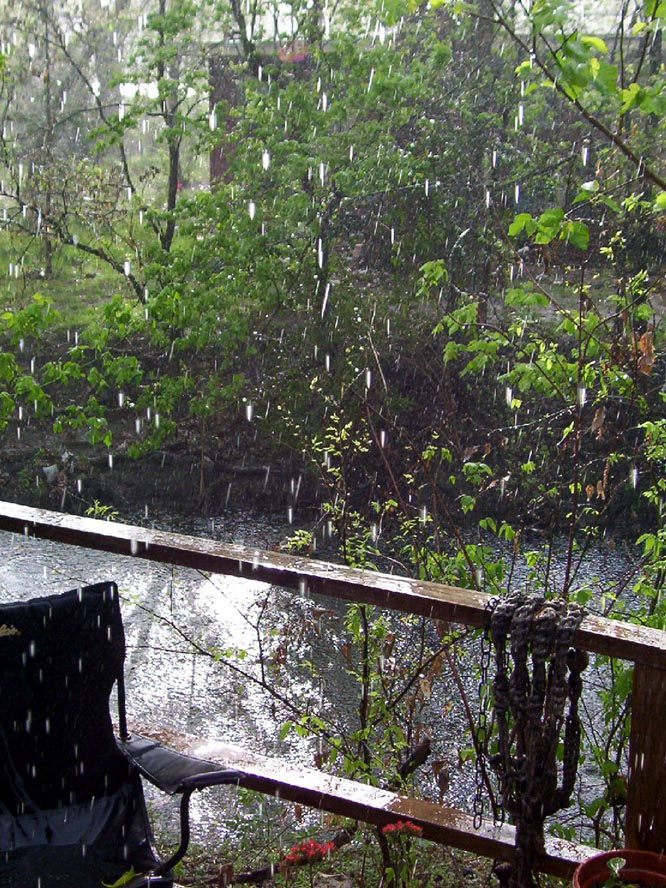
Pioggia a ciel sereno vicino al fiume Waller, ad Austin, Texas.

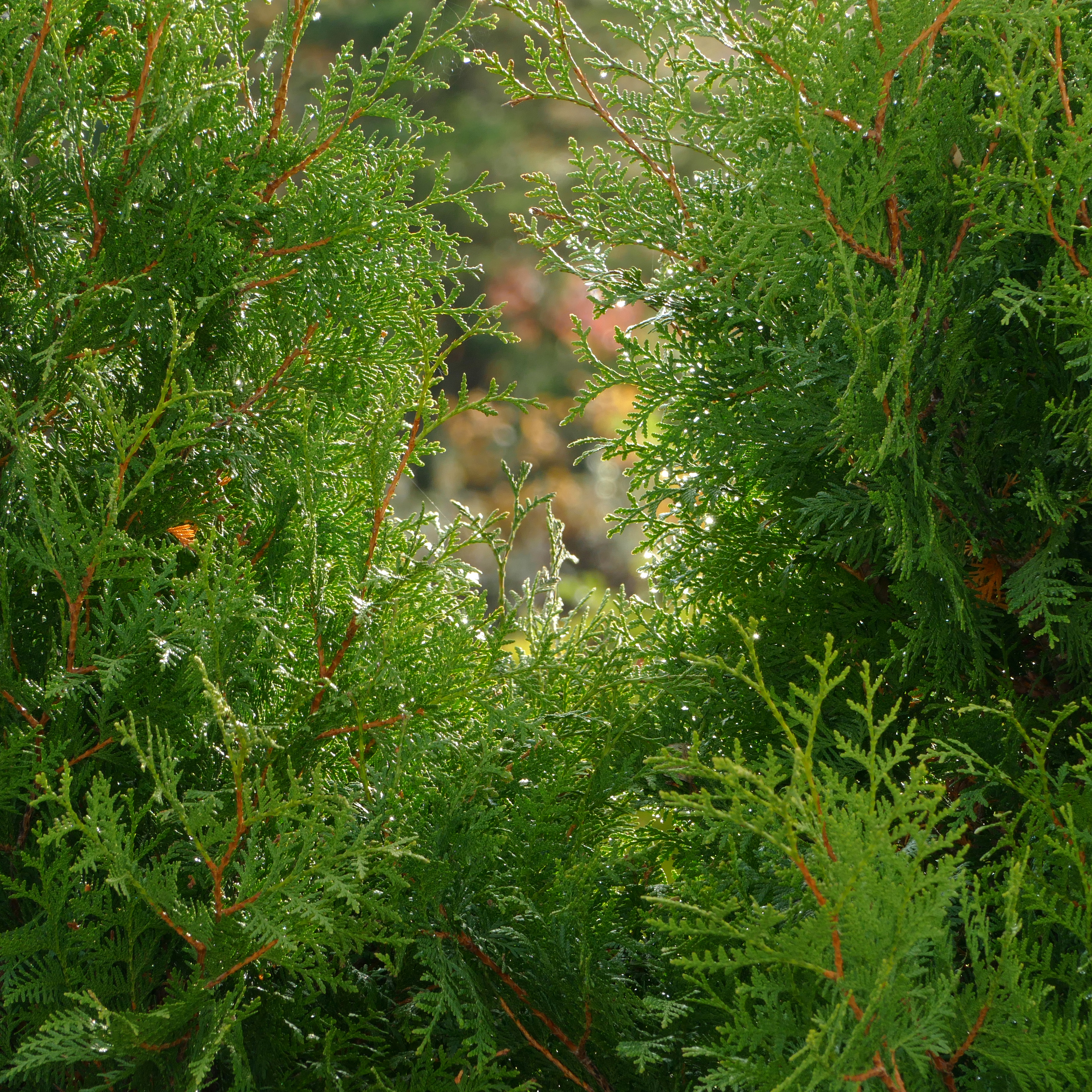
Gocce di pioggia su dei cedri bianchi (Thuja occidentalis) a Lysekil, Svezia, durante una pioggia a ciel sereno.

### Animali
- In Afrikaans, è indicato come jakkalstrou,[3] matrimonio di sciacalli, od anche Jakkals trou met wolf se vrou as dit reën en die son skyn flou, che significa: "Lo Sciacallo sta sposando la moglie del Lupo quando piove ed il sole splende debolmente."
- In Algeria, è il "matrimonio di lupi". In Arabo: "عرس الذيب - عرس الذئب - Ar's A'Dib".
- In Bangladesh, la Volpe si sta sposando (shial mamar bia hosse)
- In Brasile, si dice "Pioggia e sole (chuva e sol), Matrimonio di Chiocciole (caracol)", "Sole e pioggia (sol e chuva), matrimonio di Vedova (viúva)", oppure "Casamento da Raposa" (Matrimonio di Volpi).
- In Bulgaria, c'è un detto di un orso ed una volpe che si sposano.[3]
- In Corea, una tigre maschio si sposa con una volpe.
- In El Salvador, secondo una credenza tradizionale il cervo sta partorendo.
- In Eritrea, si crede che la iena stia partorendo.
- In Francia, è chiamato le mariage du loup, cioè "il matrimonio di lupi".
- In Giappone, è conosciuto come kitsune no yomeiri, o "il matrimonio delle Kitsune", ed indica che si sta svolgendo una cerimonia di matrimonio tra volpi.
- In Kenya, si stanno sposando le iene.
- In lingua Mazanderani, parlata nel nord dell'Iran, è detto "il matrimonio degli sciacalli".
- In Marocco, è il "matrimonio di lupi".
- In Nepal (Nepali), è chiamato "matrimonio di Volpi" o ham-paani, gham-paani shyal ko bihe, che letteralmente si traduce con "Luce del Sole-pioggia, luce del sole-pioggia, la volpe si sta sposando". Infatti c'è una canzone locale dedicata alla pioggia a ciel sereno.
- In Pashto, è chiamato Da gidarh wade o "matrimonio di sciacalli".
- A Pakistani Punjab, è detto Kani gidh Da waye o "matrimonio di un occhio sciacallo".
- in Polonia si dice “deszczyk pada słońce świeci, baba jaga masło kleci” che vuol dire “Cade la pioggia il sole risplende la strega mallea il burro”.
- Nelle Filippine, la tradizione vuole che si stia svolgendo il matrimonio di un tikbalang (un mostro dalla forma di cavallo antropomorfo).
- In lingua singalese, è chiamato "matrimonio di volpi" (අව්වයි වැස්සයි, නරියගෙ මගුලයි.).
- In Sudafrica, la pioggia a ciel sereno si riferisce al "matrimonio di scimmie", tradotto dallo Zulu umshado wezinkawu.[3]
- In Sudan, si stanno sposando un Asino ed una Scimmia.
- In varie lingue africane, i leopardi si stanno sposando.
- In Svezia è chiamato vitterväder.
- A Trinidad e Tobago, è detto Monkey Marriddin, cioè "matrimonio di scimmie".
- In parte del Regno Unito, ci si riferisce a ciò come "compleanno di scimmie".

#### In India
- In Bengali, è chiamato "matrimonio di volpi".
- In Gujarat, è chiamato naago varsaad, che indica la "Pioggia Nuda".
- In Hindi, è detto "matrimonio di volpi".[3]
- In Kannada, è chiamato Kaage Nari maduve (ಕಾಗೆ ನರಿ ಮದುವೆ), che significa "Corvi e volpi si stanno sposando".
- In Konkani, è detto "matrimonio di scimmie".
- In Maharashtra (Marathi), è chiamato Nagda Paaus, che letteralmente significa "Pioggia Nuda".
- In Malayalam, si dice "matrimonio di volpi" (kurukkande kalyanam)
- In Oriya, è chiamato "matrimonio delle volpi" (ଶିଆଳ ମାନେ ବାହା ହେଉଛନ୍ତି ).
- In Tamil Nadu, nell'India del Sud, il popolo Tamil crede che la volpe ed il corvo si stiano sposando (காக்காவுக்கும் நரிக்கும் கல்யாணம்).
- In Telugu, è detto Yenda Vanala, kukkala nakkala pelli, che significa "Cani e Volpi si tanno sposando nella pioggia a ciel sereno" (ఎండా వానలో కుక్కల, నక్కల పెళ్ళి).

### Diavoli
- Negli Stati Uniti d'America, particolarmente nel Sud, ma anche in Ungheria ed in Italia, la pioggia a ciel sereno avviene quando il "diavolo picchia sua moglie" poiché è arrabbiato che Dio abbia creato una bella giornata. Si dice che la pioggia siano le lacrime della moglie.
- Una variante regionale del Tennessee è "il diavolo sta baciando sua moglie".[4][5]
- In francese, la frase è Le diable bat sa femme et marie sa fille[6] ("il diavolo picchia sua moglie e sposa sua figlia").
- Nei Paesi Bassi si dice che un "parco di divertimenti nell'inferno".[7]
- A Saint Kitts e Nevis, quando piove ed il sole splende, si dice che "il diavolo sposa un botto".
- In Liberia, si dice che "il diavolo sta lottando con sua moglie per un osso di pollo."

### Altre varianti
- A Genova si dice che Quande cieuve e luxe o so anche e strie fan l'amô (Quando piove e splende il sole anche le streghe fanno l'amore).
- Nelle Hawaii, è conosciuto come "Pioggia Fantasma".
- In Lituania ed in Estonia, il fenomeno è descritto come "lacrime degli orfani" (vaeslapse pisarad), in cui il sole è la nonna che si asciuga le lacrime.
- In Russia, è chiamato "слепой дождь" (slepoi dozhd'), "pioggia cieca"
- In Indonesia, il fenomeno è il segno che qualcuno che è ricco e molto conosciuto è morto nel luogo in cui piove con il ciel sereno. Così il cielo mostra le sue condoglianze.
- In Catalogna si dice che le streghe si stanno pettinando i capelli, les bruixes es pentinen.
- Nelle isole caraibiche come a Porto Rico e nella Repubblica Dominicana, si dice che le streghe si stiano sposando.
- Ad Haiti, si dice che uno zombi stia picchiando sua moglie per il cibo troppo salato. Il diavolo è talvolta scambiato per uno zombi.
- In Friuli, si dice che le streghe si pettinano i capelli, Las streis a si petenin i cjavei.
- In Sicilia coesistono le due versioni del "si sposa la volpe" e del "si pettina la strega".